# Ewelina Szybiak
Ewelina Szybiak (13 september 1989) is een Pools wielrenster die anno 2015 rijdt voor Aromitalia Vaiano.

## Carrière
In 2013 werd Szybiak vijfde en zesde op respectievelijk de Poolse kampioenschappen op de weg en in het tijdrijden.
Szybiak werd in 2014 prof bij Vaiano Fondriest. Namens die ploeg nam ze dat jaar deel aan drie wereldbekerwedstrijden: de Trofeo Alfredo Binda, de Ronde van Vlaanderen en de Sparkassen Giro. Geen van die drie wedstrijden reed ze uit. Ook op het wereldkampioenschap reed ze de wegrit niet uit.

## Resultaten in voornaamste wedstrijden
| Jaar |  | WK op de weg |
| ---- |  | ------------ |
| 2014 |  | opgave       |

Bastianelli · Biola · Guluma · Laizāne · Leleivytė · Linnell · Martini · Parra · Romei · Sosna · Szybiak